# 非洲溝齒鼠屬
非洲溝齒鼠屬（学名：Mylomys）为哺乳綱、囓齒目、鼠科的一屬哺乳动物。而與非洲溝齒鼠屬（非洲溝齒鼠）同科的動物尚有軟毛鼠屬（肯尼亞軟毛鼠）、短尾水鼠屬（短尾水鼠）、小家鼠屬（臺灣小家鼠）、棱背鼠屬（棱背鼠）等之數種哺乳動物。

## 下属物种
本属包括以下物种：
- Mylomys cuninghamei Thomas, 1906
- Mylomys dybowskii (Pousargues, 1893)
- Mylomys rex (Thomas, 1906)